# IC 1
El IC 1 - Itinerário Complemente del Litoral es un itinerário perteneciente a la Red Complementaria de la Red Rodoviária Nacional de Portugal. Es constituido por varios ejes rodoviários, atravesando el Litoral de Portugal Continental, de norte a sur, totalizando cerca de 737 km de extensión. Fue un proyecto que nunca llegó a ser completamente concretizado, pues su objetivo era recorrer toda la costa oeste marítima de norte a sur de Portugal. En teoría, la vía aleación Camina, en el extremo norte de Portugal, la Albufeira, en Algarve. Sin embargo, la carretera presenta una discontinuidad entre Lisboa y la Marateca (Palmela).

## A Norte de Tejo

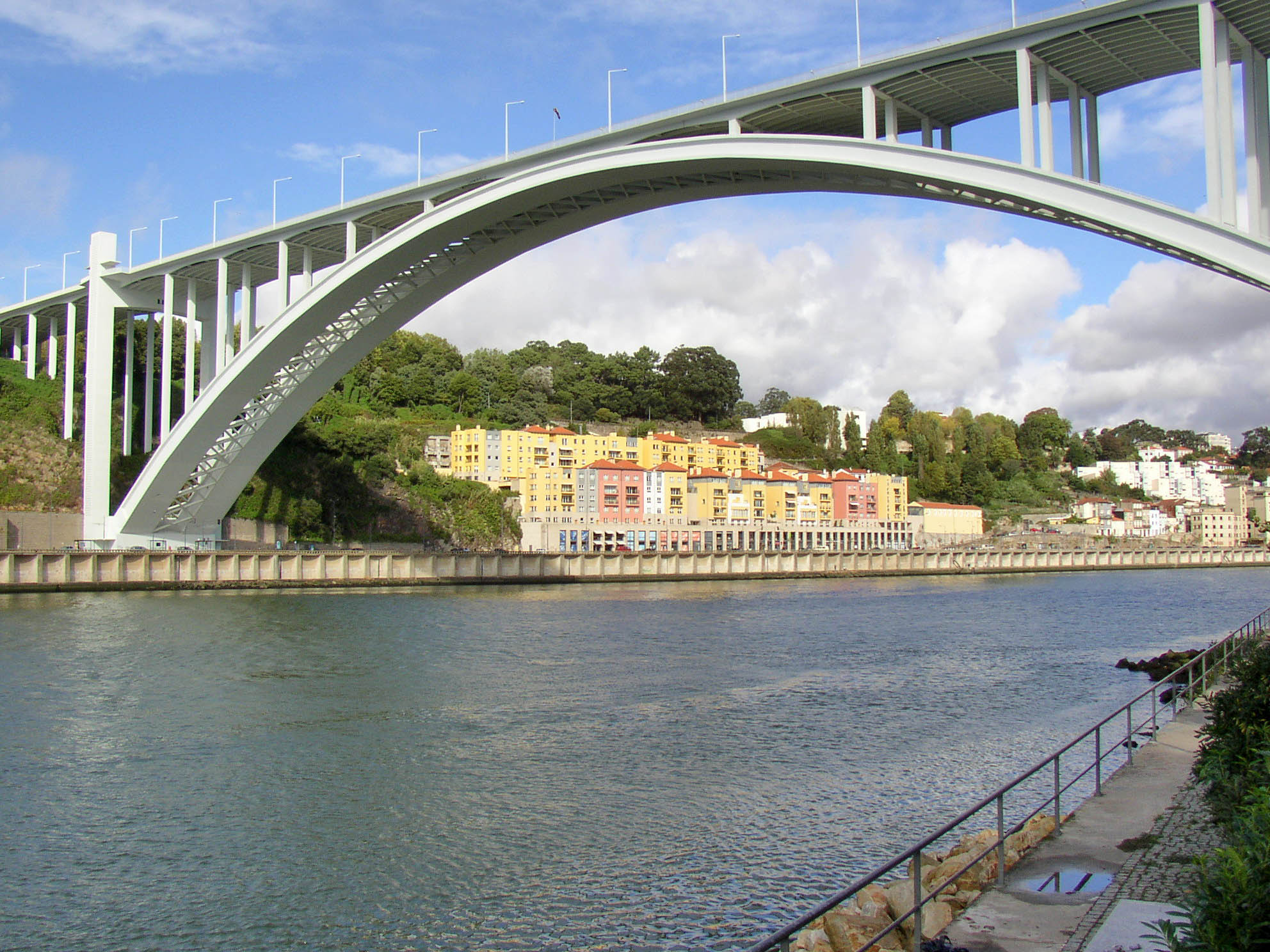
Puente de la Arrábida, principal obra de arte del IC1

A norte del Río Tejo, el proyecto fue concretizado, pues aleación, siempre por auto-carretera, Lisboa a Camina, siempre junto a la costa marítima (está aún previsto su prolongación hasta Valença, desviando un poco para interior, donde entroncará con a auto-carretera A 3). El primero mofo es constituido por la autoestrada A 8, conectando Lisboa a Leiría, veía Mafra, Torres Vedras, Bombarral, Óbidos, Caldas de la Reina y Nazaré. El segundo mofo, clasificado como parte de la A 17, es el seguimiento continuo de la A 8, hasta Aveiro. Su recorrido se hace por Monte Real, Figueira de la Foz, Libres y Ílhavo. Sigue más para Norte, aunque a través de una discontinuidad, por la autoestrada A 29 hasta Vila Nueva de Gaia, vía Ovar y Espinho. La entrada en la ciudad invicta es hecha por el Puente de la Arrábida y recorre toda la zona oeste de la ciudad a través de la Vía de Cintura Interna. Accede directamente a las zonas influyentes de la ciudad tales como Lordelo del Oro, Foz del Doro, Boavista, etc. A partir del Puerto, sigue aún más para Norte, por la A 28, sirviendo a localidades como Matosinhos, Vila del Conde, Póvoa de Varzim, Esposende y Viana del Castillo hasta a su término actual en la N 13, en Camina.

## A Sur de Tejo

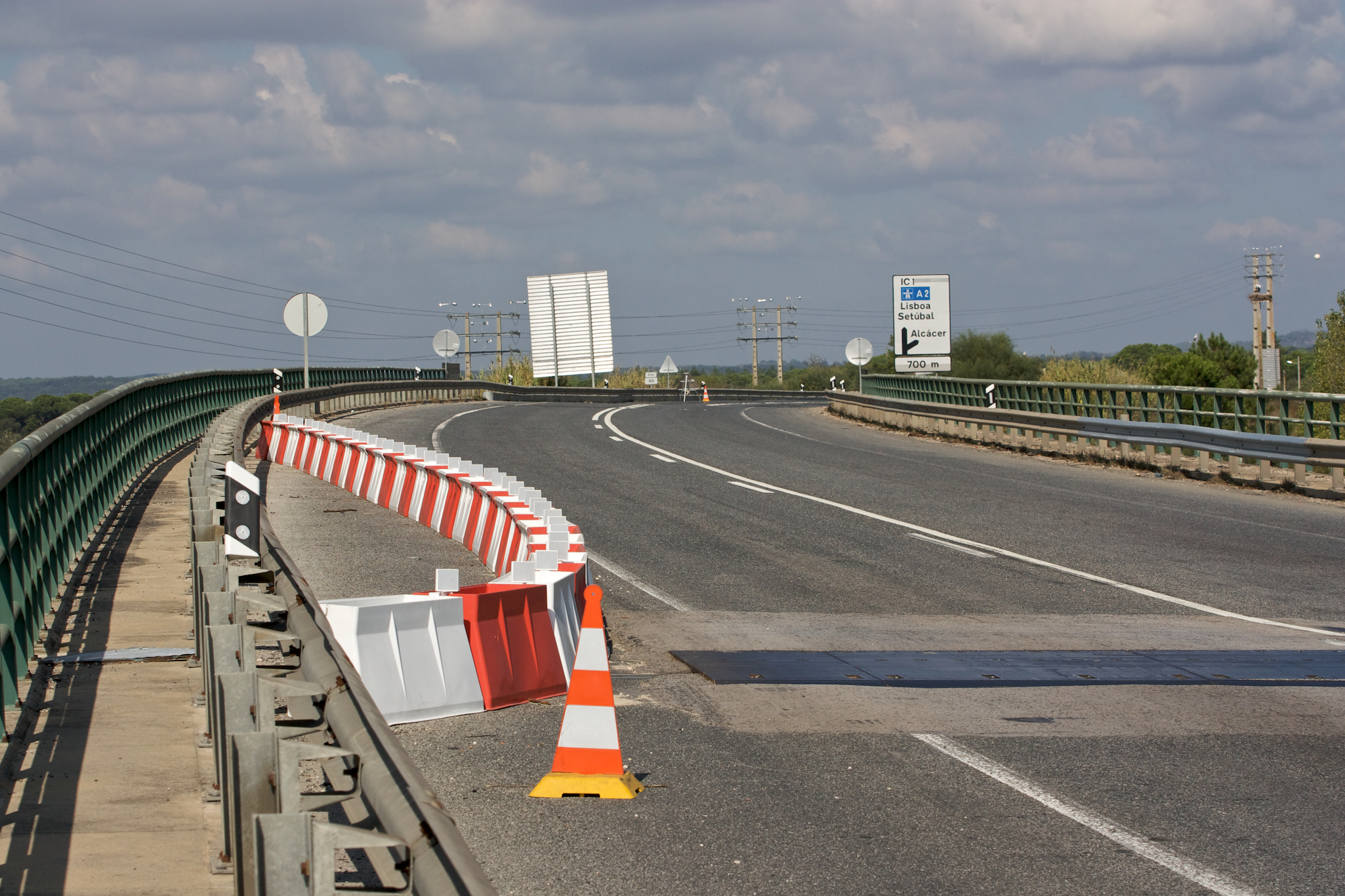
IC1 en Alcácer de la Sal, en Alentejo

Al sur del Tajo, el IC1 solo recibe este nombre nuevamente en Marateca, en el municipio de Palmela, en la intersección con la N 10. Desde allí continúa hacia el Algarve, atravesando las tierras bajas de Baixo Alentejo, pero alejándose un poco el interior a través de Alcácer do Sal, Grândola, Lousal y Ourique. Al sur de Ourique, ingresa a través de los valles  empinados de Serra do Caldeirão, volviéndose bastante sinuoso. En el Algarve, sirve a São Bartolomeu de Messines, hasta que cruza la A22 - Via do Infante (actualmente con peaje), en Guia, Albufeira. También tiene 950 metros adicionales a la N 125, dando acceso a la ciudad de Albufeira. Hasta 2002, al concluir la autopista A 2, era el principal enlace de acceso al Algarve, viniendo desde el norte y ha sido una parte integral de IP1 desde 1985.
Posee incontables paragens de autobús en plena vía y atraviesa inclusive el interior de varias localidades tales como Canal Caveira, Mimosa o Aldea de Palheiros, lugares de paragem "obligatoria" para los turistas que se desplazaban para Algarve antes de la entrada en servicio de la A2.
De hecho, esta larga sección del IC 1 resulta del  cruce  de varios tramos de carreteras nacionales: a N 5 entre la Marateca y Alcácer de la Sal, a N 120 entre Alcácer de la Sal y Grândola, a N 259 entre Grândola y cruzamento para Beja, a N 262 entre el cruzamento para Beja y Alvalade del Sado y a N 264 de ahí hasta a Algarve, en Son Bartolomeu de Messines. Algunas de estas carreteras fueron beneficiadas antes de recibir la denominación actual, sin embargo otras se mantuvieron inalteradas. A pesar de esta ruta haberse hecho al largo de los años de más utilizada, la principal conexión entre Lisboa y Algarve, según el Plano Rodoviário Nacional de 1945, sería pela N 5 hasta Torrão de Alentejo y qué hasta a Algarve pela N 2.El IC 1 entre a Marateca, Alcácer de la Sal y Grândola iría a ser requalificado en 2013, estando previsto el desnivelamento de algunos nodos y la supresión de algunos cruzamentos, así como la construcción de algunas rotundas. Sin embargo, sólo en 2018 las obras fueron adjudicadas, pero el IC1 ya había sido blanco de obras de estética, debido al mal estado de la carretera.